# 高村正次
高村 正次（たかむら まさつぐ、1891年（明治24年） - 1967年（昭和42年）9月）は、日本の映画プロデューサー、実業家。
1950年代の一時期、高村 將嗣（新字体表記高村 将嗣）と名乗った。読みはいずれも「たかむら しょうじ」とも。ユナイテッド・アーティスツの日本支社支配人から東亜キネマ取締役、のちに撮影所長へと転身して辣腕を揮い、戦後は宝プロダクションを設立して剣戟映画を手がけ、加藤泰、萩原章を映画監督として本格的にデビューさせた。

## 人物・来歴
1891年（明治24年）、長野県更級郡稲荷山町仲町（現在の同県千曲市稲荷山中町）に生まれる。弟は高橋家の養子となった元長野県議会議員の高橋楙（たかはし しげる）である。
長じて東京に移り、正則英語学校に進学する。同校卒業後は、当初、貴金属貿易の職業に就いていた。セール・フレーザー商会に在籍していた1922年（大正11年）5月、アメリカ合衆国の映画会社ユナイテッド・アーティスツが『東への道』を国技館で公開した際に、同商会に支社を設立、以降のユナイテッド・アーティスツ作品での日本での配給を、岩堂全智とともに任される。満32歳を迎える1923年（大正12年）には、同年9月1日に起きた関東大震災後しばらく実家に戻り、その1か月後の同年10月11日付でユナイテッド・アーティスツに入社している。同年12月、八千代生命による新しい映画会社、東亜キネマの設立に際して、牧野省三の推薦を受けて、同社の洋画輸入部門の顧問に就任している。このころ、震災の影響でユナイテッド・アーティスツからの映画プリントは神戸港に入るため、高村は神戸市内に居を構えていた。「美男子」であった高村は牧野の長女・牧野冨榮と恋愛して同棲するが入籍はしていない。帝国キネマ演芸と牧野のマキノ映画製作所の合併話がもちあがり、これを交渉したのが高村であったが、これは立石駒吉の介入によって不成立に終った。
1924（大正13年）、高村が牧野省三を2週間で説得し、同年6月、東亜キネマは、牧野のマキノ映画製作所を買収、同社の等持院撮影所は「東亜キネマ等持院撮影所」に改称している。1925年（大正14年）6月、東亜キネマから牧野省三が独立し、マキノ・プロダクションを設立、高村は東亜キネマに残留する。1927年（昭和2年）2月、市川右太衛門が抱く牧野省三への不満を知った高村は、独立してプロダクションを構えるべく誘い、右太衛門はマキノを退社したが、結果的には笹川良一によって斡旋された奈良県生駒郡伏見村（現在の同県奈良市あやめ池北1丁目）の「あやめ池遊園地」に撮影所を開き、市川右太衛門プロダクションは高村とは無関係に設立されてしまう。
もともと牧野省三が設立した等持院撮影所は「東亜キネマ京都撮影所」と改称、小笹正人が所長に就任、同社は甲陽撮影所を閉じて京都撮影所（等持院）に一本化していたが、1929年（昭和4年）3月に小笹が退社し、オーナーの八千代生命が映画製作から撤退したため、高村が、同撮影所長に就任する。同社は、阪急電鉄の小林一三らの資金提供を仰いだが、1931年（昭和6年）9月には、経営不振のため、同撮影所を新会社、東活映画の撮影所としたため、高村は所長を解任、東亜キネマを退社した。このとき、嵐寛寿郎もともに東亜キネマを退社、独立している。いっぽう同年10月、マキノ・プロダクションの経営をひきついだ新マキノ映画株式会社が解散し、高村は、直木三十五らの協力を受けて大衆文芸映画社を設立、マキノ・プロダクションの所有した御室撮影所で映画製作を開始し、配給面については帝国キネマ演芸の後身である新興キネマと提携した。翌1932年（昭和7年）2月、立花良介と組み、マキノ家本家と提携して正映マキノキネマを同撮影所内に設立、同撮影所を「正映マキノ撮影所」と改称して省三の妻・牧野知世子を所長に据えた。この新社は、3作の映画を製作したが配給網が確立できず、撮影所が不審火で全焼し、わずか2か月で同社は解散した。同年11月、東活映画社長を辞任した南喜三郎と組み、新しく宝塚キネマ興行を設立、東亜キネマを買収して興行網を獲得、バラックを建てた御室撮影所を「宝塚キネマ撮影所」と改称して、映画製作および配給業務を開始する。1933年（昭和8年）7月には経営不振になって給与の遅配・欠配が始まり、同年9月で製作が不能になり、翌1934年（昭和9年）2月には、宝塚キネマ興行は解散を余儀なくされた。解散を目前とした時期に、高村は初めて1作の映画を監督し、『片仮名仁義』の題で同年1月14日に公開している。こういった高村の動きを評して、映画史家の田中純一郎は「一種の事業魔」と表現している。
第二次世界大戦の終結後は、満57歳を迎える1948年（昭和23年）5月、牧野省三の長男であるマキノ正博（当時満40歳）が、兵庫県川辺郡小浜村（現在の宝塚市栄町3丁目）にあった宝塚映画製作所（のちの宝塚映像）内に、映画製作会社シネマ・アーチスト・コーポレーション（CAC）を設立、高村は同社の代表に就任した。したがって配給は東宝と提携し、長谷川一夫の新演伎座との提携作品等、9作を製作したが、1949年（昭和24年）には解散した。同年、高村は牧野省三の三男であるマキノ真三を代表に新光映画を設立、同社は、並木鏡太郎監督の『右門捕物帖 謎の八十八夜』をCACからひきつづき東宝の配給で同年9月13日に公開し、翌1950年（昭和25年）6月3日には、中川信夫監督の『当り矢金八捕物帖 千里の虎』を東京映画配給の配給で公開している。同社での高村は相談役に就任、当時は、京都市右京区龍安寺町四川町に居を構えていた。
満59歳を迎える同年11月、高村は「高村 將嗣」と改名して、時代劇専門の映画製作会社、宝プロダクションを設立する。1930年代に高村と同時に東亜キネマを退社して独立した嵐寛寿郎が、かつて嵐寛寿郎プロダクションの撮影所として使用した双ヶ丘撮影所を最初の製作拠点とした。当初、新東宝と製作・配給両面で提携していたが、1952年（昭和27年）からは、前年に設立された東映と配給提携する。このとき、大映京都撮影所に所属していた助監督であったが、組合活動に力を入れすぎてパージされた加藤泰や、東宝映画京都撮影所出身の萩原章を助監督として雇い入れている。1953年（昭和28年）、右京区太秦安井池田町の土地を買収し、自前の撮影所を開設、「宝プロダクション撮影所」とした。それと同時に、東映京都撮影所の製作物に企画者としてクレジットされる仕事も始めている。やがて資金繰りの困難から自主製作を断念し、東映とのステージ賃借契約を締結、東映京都撮影所の第二撮影所的な機能をもつ撮影所に方向転換させた。1956年（昭和31年）発行の『映画年鑑 1956年版』（時事映画通信社）には、「宝映画株式会社代表取締役」あるいは「宝映画取締役社長」、本社・撮影所の所在地は「京都市右京区太秦安井池田町18」と記されている。1958年（昭和33年）に宝プロダクションは倒産した。撮影所開設の際の用地取得についてはもめたらしく、最高裁判所で争われた記録が残っている。
1967年（昭和42年）9月、病気により死亡した。享年77（満75-76歳の没）。

## フィルモグラフィ
クレジットは特筆以外すべて「製作」である。公開日の右側には職名、および東京国立近代美術館フィルムセンター（NFC）、マツダ映画社所蔵等の上映用プリントの現存状況についても記す。同センター等に所蔵されていないものは、とくに1940年代以前の作品についてはほぼ現存しないフィルムである。資料によってタイトルの異なるものは併記した。

### 宝プロ以前
すべて「高村正次」名義である。
- 『片仮名仁義』 : 原作狭間祐行、脚本西條照太郎、主演水原洋一・神戸藤子、製作・配給宝塚キネマ興行、1934年1月14日公開 - 監督
- 『幽霊暁に死す』 : 監督マキノ正博、脚本小国英雄、主演長谷川一夫・轟夕起子、製作新演伎座・CAC、配給東宝、1948年10月12日公開 - 製作、97分尺で現存（マキノ家所蔵[27]）
- 『当り矢金八捕物帖 千里の虎』 : 監督中川信夫、脚本佐伯清・萩原章、主演嵐寛寿郎・宮城千賀子、製作新光映画、配給東京映画配給、1950年6月3日公開 - 製作、79分尺で現存（NFC所蔵[5]）

### 宝プロダクション
特筆以外すべての製作は「宝プロダクション」、すべて「高村將嗣」（高村将嗣）名義である。
- 『又四郎行状記 鬼姫しぐれ』 : 監督中川信夫、原作山手樹一郎、脚本萩原章、主演嵐寛寿郎・花井蘭子、製作宝プロダクション・新東宝、配給新東宝、1951年2月11日公開 - 製作、『鬼姫しぐれ』の題で83分尺で現存（NFC所蔵[5]）
- 『神変美女峠』 : 監督萩原章、原作山手樹一郎、脚本豊田榮、主演黒川弥太郎・相馬千恵子、製作宝プロダクション・新東宝、配給新東宝、1951年4月21日公開 - 製作、『又四郎行状記 神変美女峠』の題で68分尺で現存（NFC所蔵[5]）
- 『神変美女峠 解決篇 又四郎笠』（『又四郎笠』[3]） : 監督萩原章、原作山手樹一郎、脚本豊田榮・萩原章、主演黒川弥太郎・市川春代、製作宝プロダクション・新東宝、配給新東宝、1951年6月1日公開 - 製作、『神變美女峠 完結篇 又四郎笠』の題で80分尺で現存（NFC所蔵[5]）
- 『黄門と弥次喜多 からす組異変』 : 監督並木鏡太郎、脚本木下藤吉、主演古川緑波、配給新東宝、1951年7月13日公開 - 製作
- 『十六文からす堂 千人悲願』 : 監督萩原章、原作山手樹一郎、脚本木下藤吉、主演黒川弥太郎・市川春代、配給新東宝、1951年10月12日公開 - 製作、55分尺で現存（NFC所蔵[5]）
- 『剣難女難 女心伝心の巻』 : 監督加藤泰、原作吉川英治、脚本木下藤吉、主演黒川弥太郎・市川春代、配給新東宝、1951年11月16日公開
- 『剣難女難 剣光流星の巻』 : 監督加藤泰、原作吉川英治、脚本木下藤吉、主演黒川弥太郎・市川春代、配給新東宝、1951年11月30日公開
- 『青空浪人』 : 監督萩原章、原作山手樹一郎、脚本木下藤吉、主演黒川弥太郎・浜田百合子、製作宝プロダクション・新東宝、配給新東宝、1952年2月22日公開 - 製作

- 『天草秘聞 南蛮頭巾』 : 監督丸根賛太郎、脚本木下藤吉・吉村公三郎、主演川喜多小六、配給東映、1952年5月22日公開 - 製作、76分尺で現存（NFC所蔵[5]）
- 『はだか大名 前篇』 : 監督渡辺邦男、原作山手樹一郎、脚本木下藤吉、主演片岡千恵蔵・花柳小菊、製作東映京都撮影所、配給東映、1952年6月19日公開 - 企画
- 『はだか大名 後篇』 : 監督渡辺邦男、原作山手樹一郎、脚本木下藤吉、主演片岡千恵蔵・花柳小菊、製作東映京都撮影所、配給東映、1952年6月26日公開 - 企画
- 『清水港は鬼より怖い』 : 監督加藤泰、脚本木下藤吉・友田晶二郎、主演桂春団治、配給東映、1952年7月9日公開 - 製作、46分尺で現存（NFC所蔵[5]）
- 『ひよどり草紙』 : 監督加藤泰、原作吉川英治、脚本野島信吉、主演重光彬・星美智子、配給東映、1952年10月23日公開
- 『エンタツちょび髭漫遊記』 : 監督・脚本丸根賛太郎、原作香住春吾、主演横山エンタツ、配給東映、1952年12月18日公開 - 製作、『ちょび髭漫遊記』の題で65分尺で現存（NFC所蔵[5]）
- 『母子鳩』 : 監督伊賀山正徳、原作加藤武雄、脚本館岡謙之助、主演宮城千賀子・小畑やすし、配給東映、1953年2月5日公開 - 企画・製作、76分尺で現存（NFC所蔵[5]）
- 『アチヤコ・エンタツ ちゃんばら手帖』[2]（『ちゃんばら手帖』[3]『江戸の花和尚 人斬り数え唄』[5]） : 監督河野寿一、原作長谷川伸、脚本比佐芳武、出演アチヤコ（花菱アチャコ）・エンタツ（横山エンタツ）、配給東映、1953年5月20日公開 - 企画、『江戸の花和尚 人斬り数え唄』の題で77分尺で現存（NFC所蔵[5]）
- 『源太時雨』 : 監督萩原遼、原作長谷川伸、脚本比佐芳武、主演嵐寛寿郎・轟夕起子、配給東映、1953年7月1日公開 - 企画
- 『地雷火組』 : 監督並木鏡太郎、原作大佛次郎、脚本鏡二郎（並木鏡太郎）、主演大友柳太朗・喜多川千鶴、配給東映、1953年8月4日公開 - 企画、80分尺で現存（NFC所蔵[5]）
- 『危うし!鞍馬天狗』 : 監督萩原遼、原作大佛次郎、脚本加藤泰、主演嵐寛寿郎・宮城千賀子、製作東映京都撮影所、配給東映、1953年10月20日公開 - 企画
- 『恋しぐれ 浅間の火祭り』 : 監督萩原遼、原作大林清、脚本萩原遼・加藤泰、主演嵐寛寿郎・田代百合子、製作東映京都撮影所、配給東映、1954年7月25日公開 - 企画

## ビブリオグラフィ
いずれも高村が執筆したものであり、国立国会図書館蔵書による一覧である。
- 『常設舘經營論』、『芝居とキネマ』臨時増刊号所収、大阪毎日新聞社、1925年4月
- 『奇詠奇話・東京』、『修養随筆 良い生活』、編著大橋玄鳥、 大同社、1943年